# Ribeiro Itapeti
Ribeiro Itapeti är ett vattendrag i Brasilien.   Det ligger i delstaten São Paulo, i den sydöstra delen av landet, 900 km söder om huvudstaden Brasília.
Omgivningarna runt Ribeiro Itapeti är en mosaik av jordbruksmark och naturlig växtlighet. Runt Ribeiro Itapeti är det ganska tätbefolkat, med 90 invånare per kvadratkilometer.